# Humpty Dumpty (DC Comics)
Humpty Dumpty es un personaje ficticio de DC Comics, un enemigo de Batman, que aparece por primera vez en la novela gráfica Arkham Asylum: Living Hell de 2004. A diferencia de muchos de los enemigos de Batman, no es malévolo.

## Biografía del personaje ficticio
Humphry Dumpler es un hombre corpulento con una cabeza en forma de huevo que habla en rima y tiene un deseo compulsivo de "reparar" lo que él considera que está roto. Él muestra en flashback haber sido víctima de mala suerte inexplicable casi sobrenaturalmente, casi desde su nacimiento, ilustrado por un sinnúmero de tragedias a través de su vida. Con el tiempo, decidió entender la mecánica del mundo que le rodea, en un intento de ver que hacía que las cosas funcionen mal para él y tratar de arreglarlas. En sus crímenes, Humpty desmonta y vuelve a montar los dispositivos mecánicos que lo molestan de alguna manera. Los dispositivos que "arregla" causan numerosos accidentes, como un descarrilamiento de tren subterráneo. El crimen final de Humpty Dumpty es ajustar los engranajes de una torre de reloj, haciendo que una de las agujas salga volando, lo que provocó una reacción en cadena en la que decenas de enormes objetos de señalización se estrellaron en las calles y mataron a decenas de personas. Cuando  Batgirl intenta detenerlo, se disloca los brazos. Humpty desliza rápidamente sus brazos de nuevo en sus encajes y se rinde. Revelando que ella le había rastreado por sus libros de biblioteca vencidos, su única pregunta era por qué había alquilado un libro sobre la anatomía humana. Humpty la lleva a su casa para revelar que había diseccionado su abuela abusiva y la volvió a coser con cordón en un mal pensado intento por "arreglarla".
Él es un preso modelo en el Asilo Arkham y recibe varios proyectos pequeños para pasar el tiempo, tales como reparar un espejo roto o reparar el maniquí de Cara Cortada del Ventrílocuo. Él se hace amigo del fraude financiero Warren White y le salva la vida del Estertor y Dos Caras.
En Villains United se une a la Sociedad de Alexander Luthor, Jr.. He is seen partaking in the attack upon the House of Secrets.
Él es uno de los villanos enviados a recuperar la tarjeta gratuita Sal del Infierno de los Seis Secretos.
En la historia Batman: Battle for the Cowl, Humpty Dumpty es reclutado por Máscara Negra como parte de un grupo de villanos con el objetivo de apoderarse de Gotham.
Durante la historia de Batman: Leviathan, Humpty Dumpty se disfraza como Papá Noel como parte de un plan para darle juguetes robados a los niños en el Refugio de la Casa Arco Iris. Se le acerca un hombre llamado Abuso quien le pregunta si sabe de algún niño perdido. Preocupado de que va a ser descubierto, Humpty Dumpty deja a Abuso inconsciente y huye al refugio. Una vez allí, Humpty Dumpty comienza a colocar juguetes reparados en las camas de los niños hasta que Batman y Robin aparecen. Mientras Batman cuestiona a Humpty, Robin se da cuenta de que, incluso con las luces encendidas y los tres hablando, ninguno de los niños ha despertado o hecho un sonido. Mirando bajo las sábanas, Robin descubre que los niños están todos muertos. Enfurecido, Robin le pregunta a Humpty si mató a los niños. Humpty dice que es inocente, y explica que los encontró "cerca del río" mientras flotaban hacia él. Triste de que los niños habían muerto tan cerca de Navidad, Humpty había tratado de darles una última fiesta.
En The New 52 (un reinicio del universo DC Comics), Humpty Dumpty es visto como un recluso en el Asilo Arkham, al mismo tiempo que el Hombre Resurrección está encarcelado allí.

## Poderes y habilidades
Humpty Dumpty tiene un don de desmontar y montar diferentes objetos.

## En otros medios

### Televisión
- Humpty Dumpty aparece en la serie animada  Beware the Batman, con la voz de Matt L. Jones.[9] Como se revela en el episodio "Roto", Humphry es un contador para la mafia que se supone va a declarar contra el jefe del crimen Tobias Whale. Sin embargo, después de que los hombres de Whale intentan matarlo, Humphrey se vuelve loco y se esconde para promulgar su venganza con soldados de juguete que estén hechos para explotar. También se enfoca en el operativo del escuadrón de Whale, Joseph "Picahielo Joe" Crimple, el asesor financiero de Whale Donovan Baker, y el ex fiscal de distrito Marion Grange. Humpty finalmente va tras el teniente James Gordon (quien lo convenció de testificar) y lo captura mientras usa sus soldados de juguete como distracciones. Cuando Batman viene en ayuda de Gordon, Humpty finge su muerte, mientras desarma los soldados amañados y va a esconderse una vez más. En "Juegos", Humpty secuestra a Batman, Katana, Gordon, Whale, y Grange, y los suelta en una casa abandonada llena de trampas mortales. Él les obliga a jugar un juego de resolver asesinatos, donde tienen que adivinar la respuesta a sus preguntas, mientras sobreviven a sus trampas mortales. Humpty afirma que entre ellos alguien "terminó" la vida de otra persona, y el culpable sería castigado. Al final, se revela que Humpty se refería a Ernie Croskey, un capitán de barco que fue inculpado por Whale cuando una de sus operaciones de contrabando fue desbaratada. Katana supervisó las operaciones como un agente de la Liga de los Asesinos, Batman inclinó al Gordon al envío, Gordon hizo el arresto y Grange envió a Croskey a prisión como juez. Humpty cree que todos los involucrados son culpables, y trata de redimirse ya que era demasiado débil para hablar en nombre de Croskey. Humpty le ofrece a Croskey la oportunidad de matar a todos los responsables, pero Croskey no desea venganza. Batman culpa a Humpty por el destino de Croskey también, ya que no testificó contra Whale antes de que encarcelaran a Croskey, pero el villano intenta escapar. Batman captura a Humpty y arresta Whale, haciendo los arreglos para limpiar el nombre de Croskey. Humpty es enviado a la Penitenciaría Blackgate.

### Videojuegos
- Aunque no aparece físicamente, la biografía de Humpty Dumpty se puede desbloquear en Batman: Arkham Asylum al resolver uno de los acertijos de Enigma. El jugador tiene que examinar unos soldados de juguete rotos en un banco en los Jardines Botánicos para desbloquear la biografía de Humpty Dumpty.